# Вељке Крштјењани
Вељке Крштјењани (слч. Veľké Kršteňany) насељено је мјесто са административним статусом сеоске општине (слч. obec) у округу Партизанске, у Тренчинском крају, Словачка Република.

## Становништво
| Година:    | 1994. | 2004.   | 2014.   | 2024.   |
| ---------- | ----- | ------- | ------- | ------- |
| Број људи: | 595   | 621     | 607     | 574     |
| Разлика:   |       | +4,36 % | -2,25 % | -5,43 % |

| Година:    | 2023. | 2024.   |
| ---------- | ----- | ------- |
| Број људи: | 592   | 574     |
| Разлика:   |       | -3,04 % |

Према подацима о броју становника из 2011. године насеље је имало 633 становника.